# Rachael Karker
Rachael Karker (Guelph, 9 de septiembre de 1997) es una deportista canadiense que compite en esquí acrobático, especialista en la prueba de halfpipe.
Participó en los Juegos Olímpicos de Pekín 2022, obteniendo una medalla de bronce en la prueba de halfpipe.
Ganó dos medallas en el Campeonato Mundial de Esquí Acrobático, en los años 2021 y 2023. Adicionalmente, consiguió cuatro medallas en los X Games de Invierno.

## Medallero internacional
| Juegos Olímpicos   | Juegos Olímpicos       | Juegos Olímpicos  | Juegos Olímpicos |
| Año                | Lugar                  | Medalla           | Prueba           |
| ------------------ | ---------------------- | ----------------- | ---------------- |
| 2022               | Pekín (China)          | Medalla de bronce | Halfpipe         |
| Campeonato Mundial |                        |                   |                  |
| Año                | Lugar                  | Medalla           | Prueba           |
| 2021               | Aspen (Estados Unidos) | Medalla de plata  | Halfpipe         |
| 2023               | Bakuriani (Georgia)    | Medalla de bronce | Halfpipe         |

| X Games de Invierno | X Games de Invierno    | X Games de Invierno | X Games de Invierno |
| Año                 | Lugar                  | Medalla             | Prueba              |
| ------------------- | ---------------------- | ------------------- | ------------------- |
| 2019                | Aspen (Estados Unidos) | Medalla de bronce   | Superpipe           |
| 2020                | Aspen (Estados Unidos) | Medalla de plata    | Superpipe           |
| 2021                | Aspen (Estados Unidos) | Medalla de bronce   | Superpipe           |
| 2023                | Aspen (Estados Unidos) | Medalla de plata    | Superpipe           |